# W. P. Fahrenberg
W. P. Fahrenberg (* 1957 in Düsseldorf) ist ein deutscher Journalist, Ausstellungsmacher und Kunsthistoriker.

## Biografie
Bekannt wurde Fahrenberg Ende der 1970er Jahre durch breit angelegte Themenausstellungen wie „Kunst & Ironie“ oder „Der Grimm auf Märchen“, in denen er künstlerische Ansätze der Avantgarde mit Werken aus Karikatur und Cartoon kombinierte, um die Grenzen zwischen den Gattungen zu nivellieren. 1979 gründete er das erste freie Ausstellungsbüro in Deutschland, das seitdem europaweit mehrere hundert Ausstellungen realisierte. Neben der Mitarbeit bei verschiedenen Kultur- und Musik-Zeitschriften war er 1982 bis 1985 Chefredakteur und Mitherausgeber der Zeitschrift FOTOGRAFIE – Kultur Jetzt. Ausstellerisch arbeitete er unter anderem  für und mit Robert Lebeck, Joseph Beuys, Horst Janssen, Robert Gernhardt und F.K. Waechter.
1996 initiierte er den Göttinger Elch, mit dem jährlich das „Lebens- oder Gesamtwerk eines Künstlers satirischer Provenienz“ ausgezeichnet wird.
Seit 2010 gibt er die Buchreihe „Meister der Komischen Kunst“ – Eine Bibliothek deutschsprachiger Satire im Münchner Verlag Antje Kunstmann heraus.
Fahrenberg arbeitet und lebt in Göttingen.

## Herausgeberschaft (Auswahl)
- 25 Jahre Neue Frankfurter Schule, Göttingen 1987
- Der Grimm auf Märchen, Hamburg 1989, ISBN 3-89315-022-6
- Kain Karawahn. Wie mache ich Kunst, ohne mir die Finger zu verbrennen? Werke 1983–1991, Göttingen 1992
- Jahrtausendende – Eine literarisch-satirische Zeitreise, Oldenburg 1997, ISBN 3-89082-754-3
- Till forever – Rezeptionen des Eulenspiegel in unserer Zeit, Celle 2007
- Was beliebt... – Große Nachfahren des Wilhelm Busch, Seesen 2008
- Tierisch komisch ! – Das Animalische in der Karikatur, Krems/St. Pölten  2009, ISBN 978-3-7017-3143-5
- BECK – Meister der Komischen Kunst, München 2011
- Chlodwig Poth – Meister der Komischen Kunst, München 2011
- Marie Marcks – Meister der Komischen Kunst, München 2011
- Gerhard Glück – Meister der Komischen Kunst, München 2011
- Friedrich Karl Waechter – Meister der Komischen Kunst, München 2011
- Ernst Kahl – Meister der Komischen Kunst, München 2011
- Erich Rauschenbach – Meister der Komischen Kunst, München 2011
- Robert Gernhardt – Meister der Komischen Kunst, München 2011
- Rudi Hurzlmeier – Meister der Komischen Kunst, München 2011
- Barbara Henniger – Meister der Komischen Kunst, München 2012
- F. W. Bernstein – Meister der Komischen Kunst, München 2012
- Bernd Pfarr – Meister der Komischen Kunst, München 2012
- Greser & Lenz – Meister der Komischen Kunst, München 2012
- Frank Hoppmann – Meister der Komischen Kunst, München 2012
- Hans Traxler – Meister der Komischen Kunst, München 2012
- JAMIRI – Meister der Komischen Kunst, München 2013
- Gerhard Haderer – Meister der Komischen Kunst, München 2013
- Michael Sowa – Meister der Komischen Kunst, München 2013
- Gerhard Seyfried – Meister der Komischen Kunst, München 2014
- Rattelschneck – Meister der Komischen Kunst, München 2014
- Lichtenberg Reloaded – Eine Hommage (mit Gisela Vetter-Liebenow), Hannover/Göttingen 2015
- Lichtenberg Lacht – Aufklärung und Satire (mit Martin van Gelderen), Göttingen 2015
- Glück – Auch das noch ! (Vorwort), Oldenburg 2014
- Peter Tuma – Satiren und Humoresken, Göttingen 2017
- WI(E)DER DAS BÖSE – Annäherungen an das Unerklärliche, Celle 2021